# Carlos Pascual Quiroz
Carlos Miguel Pascual Quiroz (Ciudad de México, 3 de enero de 1964) es un escritor, guionista, director de escena, actor y cantante mexicano. Obtuvo el Premio Nacional de Periodismo 2001. En 2010 ganó el Premio Grijalbo de Novela por La insurgenta, novela histórica sobre Leona Vicario.

## Familia y estudios
Carlos Pascual nació en la Ciudad de México. Realizó estudios de Literatura Española en la Facultad de Filosofía y Letras de la UNAM, de Canto de Ópera y Concierto en el Conservatorio Nacional de Música y en la Academia de Ópera del INBA, así como de actuación en el Núcleo de Estudios Teatrales NET.
Está casado con la actriz Verónica Jalil. Tienen dos hijas: Isabella y Victoria.

## Trayectoria como escritor
Durante sus primeros años de labor artística publica cuentos en diversas revistas literarias, tales como Factor, La Palanca 1934, El garabato y La Revista del Vigía, de Cuba.
En 1999 colabora con la columna semanal Crítica de Artes Escénicas en la Revista Milenio y posteriormente, en "Milenio Diario". 
Se publica en la revista sociológica Debate Feminista su obra El derecho de abortar, escrita en coautoría con Jesusa Rodríguez.
Es en 2006 cuando Pascual publica su primera novela: El retablo rojo. La novela, que lleva por subtítulo: “Vida, obra y milagros de Ofelia Guilmain”, fue resultado del profundo respeto y admiración que el autor tiene por la eminente actriz Ofelia Guilmain. En 2020 y bajo el sello Debolsillo se presenta una segunda edición de "El retablo rojo".
Entre 2006 y 2008 escribe la columna Linderos, ensayos sobre política y literatura en la Revista emeequis.
En 2007 gana la Mención de Honor en el Premio Nacional de Cuento Infantil “Juan de la Cabada” por su libro de cuentos infantiles El pirata de la Red, que fue publicado en 2008. En 2009, el libro fue incluido en la antología "Para viajar", edición de Grijalbo y la SEP. En dicha antología se incluyeron trabajos de destacados autores latinoamericanos dedicados a la literatura infantil y juvenil.
En 2009 gana la Mención de Honor del Premio Nacional de Dramaturgia “Manuel Herrera” por la tragedia Cuando los ángeles lloran. Dicha obra fue publicada por Ediciones Conaculta, en la Colección El Bosque de Sileno.
En 2010 obtiene el Premio Grijalbo de Novela por La insurgenta, sobre la vida de Leona Vicario La insurgenta alcanzó 14 reediciones, convirtiéndose en un best seller. En 2016 el mismo Pascual realiza una versión televisiva, en un formato de miniserie de cuatro capítulos, para Canal Once. Y en 2020 se presenta una segunda edición conmemorativa de la novela, en el sello Debolsillo.
En 2012, el sello virtual FLASH de Penguin Random House publica "Cuentos de lo Imposible" y en abril de 2013 se presenta su tercera novela La luna sin ombligo.
"Memorial de Cruces", novela histórica sobre la Guerra Cristera en México (1926-1929) es una novela, según el crítico literario Carlos Cid en la revista + de MX, "que tiene todo el potencial para marcar época como los libros: La sombra del caudillo (1929) de Martín Luis Guzmán y Los relámpagos de agosto (1964) de Jorge Ibargüengoitia". El escritor Eduardo Antonio Parra escribió: "En una hazaña de organización y síntesis, el autor consigue construir con ello un relato coherente,secuencial, veraz, satírico y sumamente divertido, donde adquiere relevancia y visibilidad todo lo oculto, lo silenciado, lo que provoca vergüenza a causa de la sangre derramada, aquello que ha sido disimulado por sus principales instigadores a través del tiempo".
A "Memorial de Cruces" le siguió una de sus novelas más personales: "La niña que adelantó el Gran Reloj" (Nube de Tinta Penguin Random House) novela en la que aborda, en un desdoblamiento entre realidad y fantasía, la extraordinaria aventura por la vida que llevó a su hija Isabella a sobrevivir a un nacimiento prematuro, a las veinticinco semanas, y las infinitas complicaciones que esto trajo consigo. En el mismo año del lanzamiento del libro, 2019, el actor y cuentacuentos Mario Iván Martínez realizó la grabación para el audiolibro de "La niña que adelantó el Gran Reloj".
Para el 2021 y de nuevo de la mano de Grijalbo, publica una de sus novelas más ambiciosas: "Matilde: La primera médica mexicana", libro en el que se aborda no sólo la vida de la doctora Matilde Montoya Lafragua, titulada como médica en 1887, sino también a la sociedad de su época y los adelantos científicos y tecnológicos que se dieron en México durante la segunda mitad del siglo XIX.

## Guionista de televisión
Debido a la labor de sátira política que desarrolló, principalmente con Jesusa Rodríguez, en 1999 inicia su trabajo de sátira política en televisión, dentro de CNI Canal 40, con la Operítica que consiste en realizar sátira política a través de famosas arias de ópera. Se grabaron más de 120 cápsulas a lo largo de tres años. Gracias a esta labor Carlos Pascual obtuvo el Premio Nacional de Periodismo 2000-2001.
Entre 2000-2001 escribe, dirige y conduce 45 emisiones del talk show El Emergente… con Carlos Pascual en CNI Canal 40. De 2001 a 2006 continúa su trabajo de sátira política en diversos espacios noticiosos de
Televisa: El Noticiero con Joaquín López Dóriga (Canal 2), En Contraste con Leonardo Kourchenko y Adela Micha (Canal 2), Primero Noticias con Carlos Loret de Mola (Canal4) y Punto de Partida con Denisse Maerker (Canal 4).
En 2008 inicia su relación de trabajo con el productor Pedro Torres para quien escribe las tres temporadas del programa ''Mujeres Asesinas México, haciendo versiones libres de los guiones originales de Argentina. Mujeres Asesinas México fue una serie controvertida en sus inicios. Fue acusada de ser “un peligro”, “una amenaza para la familia y la sociedad” y de “dar ejemplos” Sin embargo, al paso de poco tiempo, “según todos los análisis y estudios de los medios de comunicación, (los programas) son guías que cumplen una importante función social, no sólo informativa, sino también formadora de criterios en lo que se refiere a la violencia doméstica, el abuso hacia la mujer y el crimen mismo”.
En 2010 participa como guionista en la serie histórica Gritos de Muerte y Libertad que conmemora el Bicentenario de la Independencia de México en una producción de Televisa. Entre los guionistas que participaron en dicha serie se encuentran Flavio González Mello y Luis Mario Moncada, así como Catalina Aguilar Mastretta y Caitlin Irwin.
En 2010 y 2011 es Jefe de Guionistas y guionista principal de la serie histórica El Encanto del Águila que conmemora el Centenario del inicio de la Revolución Mexicana, en una producción de Televisa. Los guionistas que colaboraron en la serie fueron Ximena Escalante y Jano Mendoza. La serie gana diversos premios y, en España, el Premio Ondas de Iberoamérica, como mejor serie dramática. El capítulo final de la serie: El último caudillo, escrito por Carlos Pascual, dirigido por Mafer Suárez y producido por Leopoldo Gómez, gana el Premio Internacional de Periodismo Rey de España 2012.
Vendrán después "Réquiem por Leona Vicario" para Canal Once y "Un extraño enemigo" (Amazon Prime). 
En Canal Once fue adaptador y director general del proyecto "Teatro Estudio" en el que se desarrollaron lecturas dramatizadas de doce autores mexicanos, entre los que destacan José Peón Contreras, Salvador Novo, Luisa Josefina Hernández, Óscar Liera, Bárbara Colio, Ximena Escalante y Flavio González Mello, entre otros.

## Dramaturgo
En 1994, como integrante del Conjunto Vocal de Música Antigua Ars Nova, escribe La hija del rey o Me llaman la bastarda. Fue estrenada a manera de concierto en el XXII Festival Internacional Cervantino por el mismo Ars Nova y por el ensamble canadiense La Nef, toma y reescribe textos originales del Siglo de Oro español y novohispano, así como música de la época y los liga al drama decimonónico La hija del rey de José Peón y Contreras. En 1995 y 1996 siguiendo la misma técnica, escribe dos espectáculos más: De romances y juglares y Elegía: Cantos de la Guerra y el Exilio. El primero se estructura como un “mosaico dramático en el que se conjugan la música, la danza y los romancillos medievales”. El montaje se presenta en diversos festivales de la República Mexicana, así como en el Claustro de Sor Juana, el Teatro Helénico y el Teatro Julio Castillo. Elegía: Cantos de la Guerra y el Exilio, espectáculo sobre la Guerra Civil Española, se realiza por encargo de la Universidad Intercontinental y en la puesta en escena actúan más de 50 alumnos de dicha institución.
En 1996 escribe una adaptación de la novela de Víctor Hugo, El jorobado de Notre Dame, para la que compone también variaciones vocales sobre temas clásicos de música de concierto creando así una opereta infantil.
En 2006 se le invita a organizar y escribir el libreto para el Homenaje Nacional a Ofelia Guilmain en la Sala Principal del Palacio de Bellas Artes. En dicho montaje participaron, entre otros artistas, Ignacio López Tarso, Margarita Sanz y Diana Bracho.
En 2010 escribe, por encargo de Conaculta para los festejos del Bicentenario, Las tandas del Centenario: Esperando a los bárbaros, estrenada en el Teatro Julio Castillo.
En 2014 estrena, también bajo su dirección, "Emma: La mujer más peligrosa" en el Teatro La Capilla. 
En 2020 gana el Primer Lugar en el Festival Internacional de Dramaturgia DRAMAFEST por su obra "Naufragio del Futuro".

## Teatro de revista y cabaret
La labor de Pascual en estos géneros ha sido prolífica. En 1997 realiza El Manual del buen cri$iano. En 1998 Las Canciones que Hitler prohibió, espectáculo de Cabaret Berlinés. También en 1998 El derecho de abortar, “Pastonovela” escrita en colaboración con Jesusa Rodríguez. Obra irreverente y atrevida que causó severas críticas de los círculos conservadores.
Es en 2003 cuando escribe la obra que lo apuntaló como autor de sátira política: La Marta del Zorro. La obra rebasó las 500 representaciones y se convirtió en un referente de la crítica política en teatro.
En 2005 busca repetir el éxito de La Marta del Zorro con la obra Pejemán vs. El Hijo del Averno, una parodia que combina la sátira política con el cine de luchadores, sin embargo no logró el éxito que se esperaba.
En 2007 presenta El Esperpento de Norberto o El Purgatorio de Esperpento en el V Festival Internacional de Cabaret. Es otra de sus obras irreverentes que causa opiniones divididas, por su causticidad e ingenio en contra de las instituciones eclesiásticas.
En 2013 escribe ¡Qué rico mambo!, que se estrenó en el Teatro Blanquita con la Orquesta de Pérez Prado y la Sonora Santanera, los comediantes Carlos Bonavides, Alejandro Suárez y Carlos Eduardo Rico, así como las vedettes Maribel Guardia y Liz Vega, entre otros.

## Director de escena
Ha dirigido montajes en el Teatro Helénico como El lago de los Cisnes… La leyenda de Alfonso Samaniego (1995); Las Furias de Esquilo, en una adaptación y música original del propio Pascual. El jorobado de Notre Dame, teatro infantil en el Teatro Libanés y el Teatro Tepeyac, así como numerosos montajes de cabaret y sátira política.
Se destacan sus montajes de La Marta del Zorro (2003-2004) en el teatro Wilberto Cantón; la adaptación y dirección de Las marionetas del pene (2004) de Simon Morley y David Frent; El Esperpento de Norberto (2007) en El Bataclán y el Teatro Bar El Vicio; El Coyote Cojo (2008) de Jorge Isaac, con adaptación de Mario Helo, en el Teatro Blanquita y Las Tandas del Centenario (2010) de su autoría, en el Teatro Julio Castillo.

## Actor y cantante
Debuta profesionalmente, a los 21 años, en el recital Querido León Felipe (1985), en el que establece con la actriz Ofelia Guilmain un “duelo de canto y poesía”. Su relación de trabajo con Ofelia Guilmain continúa, por diez años más, en el programa televisivo Para Gente Grande, conducido por el periodista Ricardo Rocha, en donde se reproduce la fórmula de entonar, de manera alternada, poesía y canto.
En 1986 debuta en el Palacio de Bellas Artes cantando el rol principal de la ópera para niños El gato con botas de Xavier de Montsalvatge. Como ejecutante de música contemporánea, participa en diversas ediciones de los Foros de Música Nueva “Manuel Enríquez”, en los que realiza estrenos de obras de Marcela Rodríguez, Blas Galindo, José Antonio Alcaraz, Vicente Rojo Cama y Eduardo Soto Millán. Con este último, realiza la grabación del disco de vez en vez, una compilación de música electroacústica mexicana.
Participa en las bandas sonoras de los montajes teatrales El candidato de Dios de Luis G. Basurto, dirigida por Lorenzo de Rodas en el Teatro Helénico y Seis personajes en busca de autor de Luigi Pirandello, dirigida por Germán Castillo en el Teatro Del Bosque (hoy Julio Castillo), así como de la película Mal de piedra de Federico Chao, basada en la novela homónima de Carlos Montemayor.
En 1987 interpreta, en el Palacio de Bellas Artes, el papel de Benvoglio en la ópera Romeo y Julieta de Charles Gounod que contó con las actuaciones de Fernando de la Mora y Lourdes Ambriz en los roles principales. Inicia su relación de trabajo con Enrique Alonso “Cachirulo” en la pastorela El portal de Belén.
En 1989, bajo la dirección de Héctor Azar realiza las temporadas de La Cueva de Salamanca de Juan Ruiz de Alarcón y de El Cántico Espiritual de San Juan de la Cruz, actuando junto a Sergio de Bustamante, Alejandro Tomassi y Mónica Serna, entre otros. Con la Orquesta Filarmónica de Cuernavaca, dirigida por Ismael Campos, interpreta el papel de Idamante de la ópera Idomeneo de Mozart y también en concierto, interpreta la Oda a Santa Cecilia de Vaugham Williams. Presenta el disco titulado Carlos Pascual, producido por Óscar Chávez para Discos Pentagrama, en el que aborda el género de Canto Nuevo.
En 1990-1991, participa en el estreno mundial de la ópera Ambrosio de José Antonio Guzmán en el Palacio de Bellas Artes y realiza la grabación discográfica de la misma. Enrique Alonso “Cachirulo” lo invita a participar en Las Tandas del 90, montaje que da inicio a una larga colaboración con el Maestro Alonso, que incluye Las Tandas de Enrique Alonso (1991); La Alegría de las Tandas (1992) en el Teatro de la Ciudad Esperanza Iris y en el Homenaje a Enrique Alonso organizado por el INBA: Chin chun chán y Las Musas del País con la Compañía Nacional de Teatro. En 1994 vuelve a participar con Alonso en Mujer: Las tandas de Agustín Lara.
En 1992, viaja a España para participar en la Expo Sevilla con la Compañía de Danza Universitaria.
En 1993-1994 es invitado a unirse al Conjunto Vocal de Música Antigua Ars Nova, bajo la dirección de Magda Zalles. Junto a sus otros integrantes, Lourdes Ambriz, Mario Iván Martínez y Claudio Valdés Kuri, realiza una gira por Venezuela, Colombia, Chile, Brasil y Argentina.
En 1994 interpreta el personaje de Camilo de Rosillon en la opereta La Viuda Alegre de Franz Léhar. En 1997, bajo los auspicios de Conaculta, realiza una temporada de la ópera El gato con botas de Xavier de Montsalvatge, ahora en el papel del Molinero, en la Sala Ponce del Palacio de Bellas Artes y posteriormente, en el Foro Shakespeare, con una nueva propuesta de dirección en la que se conjugan cantantes y marionetas. Ese mismo año se integra, en el personaje del músico Jean Baptiste Lully, al elenco de Molière de Sabina Berman.
En 1999 personifica al escritor Henry James en la obra Alicia en la cama de Susan Sontag, bajo la dirección de Juliana Faesler y con temporada en el Teatro Galeón.
En 2000, se integra al elenco del musical El Hombre de la Mancha, producción de Ocesa. Ese mismo año participa en la obra Don Fox Tenorio, de Mario Helo, bajo la dirección de Rafael Inclán, en el Teatro Blanquita. El éxito y la controversia del montaje lo convierten en portada del semanario político Proceso con el anuncio: “Un presidente en la picota”.
En 2005 encarna al cineasta Orson Welles en la obra Orson Welles: la pura verdad, de Jason Sherman, en “un montaje lleno de pasión, drama, tragedia y humor”,. Ese mismo año estrena Pejemán vs. El Hijo del Averno, escrita y dirigida por él, realizando el papel de Pejemán, acompañando a Rafael Inclán como El Hijo del Averno.
En 2006 protagoniza la obra Julio sin Agosto, escrita y dirigida por Carmina Narro, con temporada en el Teatro Galeón y en compañía de Tizoc Arroyo, Rodrigo Johnson y Alfredo Herrera. En un montaje “más bien “flojón” que cuenta una historia poco novedosa”
En 2007-2008 realiza el personaje de Maese Santiago en El Avaro de Molière, bajo la dirección de José Solé y, de nuevo, acompañando a Rafael Inclán en el protagónico Harpagón.
En 2010 participa en el cortometraje Noche sin luna de la directora angelina Bethyna Cárdenas, junto con los actores Alberto Estrella y Shaula Vega, entre otros

## Escritos y publicaciones
- Primeros años. Escribe y publica cuentos en diversas revistas literarias, tales como Factor, La Palanca 1934, El garabato y La Revista del Vigía, de Cuba.
- 1999. Escribe la columna semanal Crítica de Artes Escénicas en la Revista Milenio.
- Se publica, en la revista sociológica Debate Feminista, su obra El derecho de abortar, escrita en coautoría con Jesusa Rodríguez.
- 2000-2001. Continúa escribiendo la columna semanal Crítica de Artes Escénicas ahora en Milenio Diario.
- 2006-2008. Escribe la columna Linderos, ensayos sobre política y literatura en la Revista emeequis.
- 2006. Publica la novela El retablo rojo en Editorial Océano.
- 2008. Publica el libro de cuentos infantiles El pirata de la Red bajo el sello Montena de Random House Mondadori, con ilustraciones de Íker Vicente.
- 2008-2009. Escribe los Prólogos para los libros Mujeres Asesinas y Mujeres Asesinas 2 de la periodista argentina Marisa Grinstein, publicados bajo el sello editorial Plaza y Janés.
- 2010. Obtiene el Premio Grijalbo de Novela por La insurgenta
- 2011. El pirata de la Red es incluido en la antología Para viajar, bajo el sello Grijalbo, compartiendo edición con nueve escritores latinoamericanos tales como Ana María Machado, Pablo Neruda y Ana Romero, entre otros.
- 2012. Cuando los ángeles lloran, tragedia publicada por Conaculta,Colección Bosque de Sileno. Publica el libro Cuentos de lo imposible en formato e-book bajo el sello Flash que forma parte de la plataforma digital de Random House Mondadori.
- 2013. La luna sin ombligo, novela publicada bajo el sello Grijalbo.

## Guiones de televisión
- 1999. Operíticas sátira política, CNI Canal 40.
- 2000-2001. Escribe, dirige y conduce 45 emisiones del programa El Emergente… con Carlos Pascual en CNI Canal 40.
- 2001-2006. Continúa su trabajo de sátira política en diversos espacios noticiosos de Televisa: El Noticiero con Joaquín López Dóriga (Canal 2), En Contraste con Leonardo Kourchenko y Adela Micha (Canal 2), Primero Noticias con Carlos Loret de Mola (Canal4) y Punto de Partida con Denisse Maerker (Canal 4).
- 2008-2010. Escribe las tres temporadas del programa Mujeres Asesinas México.
- 2010. Guionista en la serie histórica Gritos de Muerte y Libertad. Escribe, para Discovery Channel, el docudrama El grito que sacudió a México.
- 2010-2011. Es Jefe de Guionistas y guionista principal de la serie histórica El Encanto del Águila que gana el Premio Ondas de Iberoamérica, como mejor serie dramática. El capítulo final de la serie: El último caudillo, escrito por Carlos Pascual, dirigido por Mafer Suárez y producido por Leopoldo Gómez, gana el Premio Internacional de Periodismo Rey de España 2012.
- 2012. Escribe para Televisa, con producción ejecutiva de El Mall y Pedro Torres, el proyecto especial Tradiciones.

## Obras de Teatro, revista y cabaret
- 1994. La hija del rey o Me llaman la bastarda, estrenada a manera de concierto en el XXII Festival Internacional Cervantino.
- 1995-1996. De romances y juglares y Elegía: Cantos de la Guerra y el Exilio.
- 1996. Adaptación de la novela de Víctor Hugo, El jorobado de Notre Dame, para la que compone también variaciones vocales sobre temas clásicos de música de concierto creando así una opereta infantil.
- 1997. El Manual del buen cri$iano.
- 1998. Las Canciones que Hitler prohibió. Espectáculo de Cabaret Berlinés.
- 2001. El amor es un demonio en el balcón. Comedia en dos actos.
- 2003-2004. La Marta del Zorro.
- 2005-2006. Pejemán vs. El Hijo del Averno.
- 2006. Homenaje Nacional a Ofelia Guilmain. Concepción, Libreto y Espacio Escénico.
- 2007. El Esperpento de Norberto o El Purgatorio de Esperpento.
- 2008. Cuando los ángeles lloran. Tragedia en dos actos.
- 2009. Si hablar no puedo de mi amor. Espectáculo poético musical sobre poesía de Konstantin Kavafis, estrenado en el VIII Festival Internacional de Cabaret.
- 2010. Las tandas del Centenario: Esperando a los bárbaros. Estrenada en el Teatro Julio Castillo, fue escrita por encargo de Conaculta para los festejos del Bicentenario.
- 2013. ¡Qué rico mambo!
- 2014. La mujer más peligrosa. Monólogo basado en la figura de Emma Goldman con temporada en el Teatro La Capilla.

## Premios y menciones
- Premio Nacional de Periodismo 2001 por La Operítica.
- Premio “Sergio Magaña” a Mejor Autor Nacional 2004 por La Marta del Zorro.
- Mención de Honor en el Premio Bellas Artes de Cuento Infantil “Juan de la Cabada” 2007 por El pirata de la red.
- Mención de Honor en el Premio Nacional de Dramaturgia “Manuel Herrera” 2009 por Cuando los ángeles lloran.
- Premio Grijalbo de Novela 2010 por La insurgenta.
- Premio Ondas a la Mejor Serie Dramática 2011, otorgado por Radio Barcelona, a El Encanto del Águila.
- Premio Internacional de Periodismo Rey de España 2012 al capítulo El último caudillo de la serie El Encanto del Águila.